# Tears of Stone
Tears of Stone é um álbum de estúdio da banda The Chieftains. Todas as faixas contém parcerias com cantoras ou vocalistas de bandas, com exceção de Jim Corr, do The Corrs, e Jimmy e John da banda The Rankins.

## Lista de faixas
1. "Never Give All the Heart" – 2:50 (Anúna e Brenda Fricker)
2. "A Stór Mo Chroí" – 3:46 (Bonnie Raitt)
3. "The Lowlands of Holland" – 3:46 (Natalie Merchant)
4. "The Magdalene Laundries" – 4:59 (Joni Mitchell)
5. "Jimmy Mo Mhíle Stór" – 4:37 (The Rankin Family)
6. "I Know My Love" – 3:54 (The Corrs)
7. "Factory Girl" – 4:23 (Sinéad O'Connor)
8. "Deserted Soldier" – 4:39 (Mary Chapin Carpenter)
9. "Ye Rambling Boys of Pleasure" – 4:33 (Loreena McKennitt)
10. "Sake in the Jar" – 4:28 (Akiko Yano)
11. "Raglan Road" – 6:19 (Joan Osbourne)
12. "Siúil A Rún" – 4:35 (Sissel Kyrkjebø)
13. "The Fidding Ladies" – 10:23 (Natalie MacMaster, Eileen Ivers, Máire Breatnach, e Annbjørg Lien)
14. "Danny Boy" – 5:28 (Diana Krall)